# کورنلیا سیرش
کورنلیا سیرش (آلمانی: Cornelia Sirch؛ زادهٔ ۲۳ اکتبر ۱۹۶۶) شناگر اهل آلمان است.